# Barbara Harnischfeger

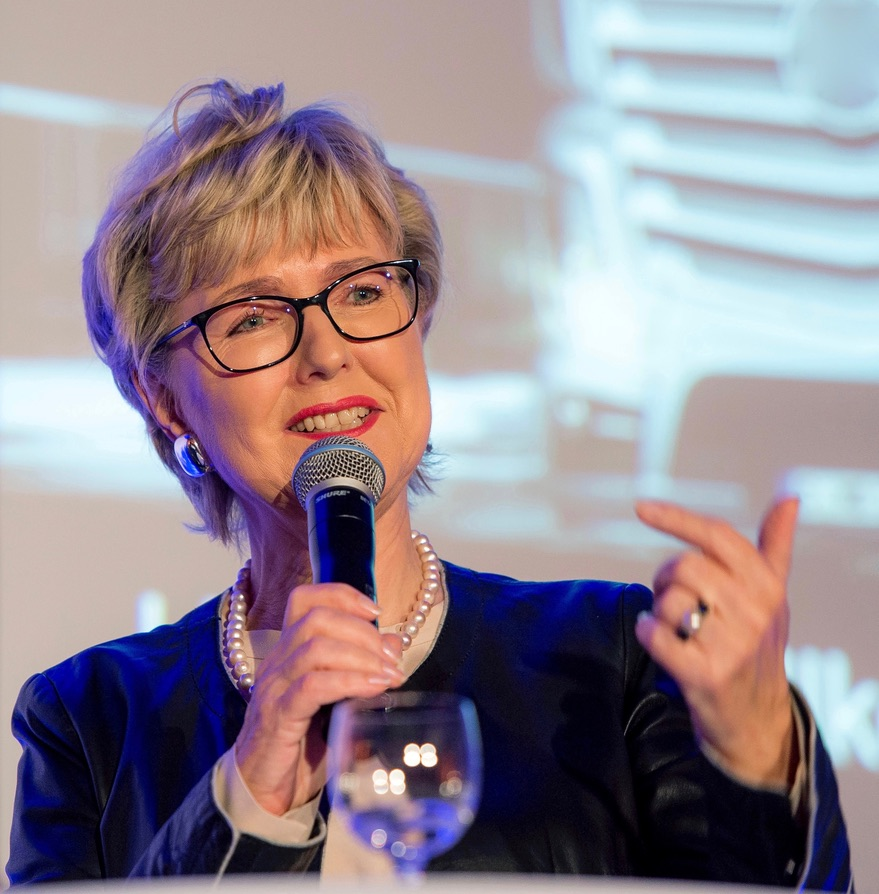
Barbara Harnischfeger (2016)

Barbara Harnischfeger (* 17. September 1949 in Bad Orb) ist eine deutsche Fernseh- und Hörfunkjournalistin und Moderatorin.

## Leben

### Beruflicher Werdegang
Barbara Harnischfeger absolvierte nach dem Abitur von 1969 bis 1971 ein Volontariat bei der Fuldaer Zeitung und war anschließend bis 1973 Redakteurin für die Ausgabe der Taunus-Zeitung für Bad Homburg. Es folgte eine Tätigkeit als Reporterin beim SWF-Landesstudio Rheinland-Pfalz in Mainz (1973). Ab 1974 war sie Leiterin des SWF/SWR-Studios in Koblenz. Dort verantwortete sie den Aufbau eines Informationsnetzwerkes zur Berichterstattung aus dem gesamten Norden von Rheinland-Pfalz für Hörfunk SWR1, SWR2, SWR4 und SWR-Fernsehen sowie die ARD Tagesschau. Themenbereiche waren Politik, Zeitgeschehen, Gesellschaftliches Leben und Kultur.
Ab 1980 wirkte sie zusätzlich als Moderatorin von SWF-Fernsehsendungen aus verschiedenen Städten in Rheinland-Pfalz wie „Teletour“, „Guten Abend aus….ein unterhaltsamer Abend mit Künstlern“, „Glaskasten“ sowie von Fernseh-Live-Sendungen aus den Theatern Koblenz, Kaiserslautern, Trier und Mainz. Im November 2014 beendete sie ihre hauptberufliche Tätigkeit beim SWR-Studio. 2015 war sie Projektkoordinatorin des SWR für sämtliche Programmvorhaben zum Thema „200 Jahre Preußen am Rhein“.
Harnischfeger moderierte zudem von 2002 bis 2009 das Neujahrskonzert des Theaters Koblenz mit dem Staatsorchester Rheinische Philharmonie und wirkte außerdem als Moderatorin unter anderem beim Festival RheinVokal und beim Mittelrhein Musik Festival. Für SWR2 besprach sie auch Theaterinszenierungen und verfasste Opernkritiken.

### Engagement und Mitgliedschaften
Harnischfeger ist Kuratoriumsmitglied der Landesstiftung Villa Musica zur Förderung junger Musiker und seit 2003 Vorsitzende des Vereins Freunde der Villa Musica e.V.
2012 war sie Mitinitiatorin einer Spendenaktion, die den Erhalt der von Erwin Wortelkamp für die Bundesgartenschau 2011 geschaffenen Baumskulpturen „Rückkehr“ vor dem Koblenzer Schloss sicherte. Von 2014 bis 2018 war sie Mitglied im Hochschulrat der Universität Koblenz-Landau. Sie ist Mitglied des Beirates der Initiative Koblenz-Mittelrhein, zur Stärkung des Wirtschaftsstandortes und engagierte sich im Koblenzer Hospiz.  2005 wurde sie zur Ehrenwinzerin der Gemeinde Winningen ernannt.

### Privates
Barbara Harnischfeger ist mit dem Fernseh-Journalisten Hans-Ulrich Stelter verheiratet.

## Auszeichnungen
- 2020: Verdienstmedaille des Landes Rheinland-Pfalz für besondere ehrenamtliche Verdienste um die Gesellschaft[13]
- 2024: Peter-Cornelius-Plakette des Landes Rheinland-Pfalz für herausragendes Engagement für die Musikkultur des Landes[14]